# 向井理
向井 理（むかい おさむ、1982年〈昭和57年〉2月7日 - ）は、日本の俳優。神奈川県横浜市出身。ホリ・エージェンシーを経て、2025年4月から個人事務所に所属。妻は女優の国仲涼子。

## 来歴

### デビューまで
2人兄弟の次男。両親は関西人で父親の職は自営業、母親は元英語教師。わがままで生意気で、サッカーなどのスポーツばかりしている少年だったという。大の動物好きで、それが高じて獣医師を目指すようになっていた。
県立氷取沢高等学校（現：横浜氷取沢高等学校）を卒業し1浪後、明治大学農学部生命科学科へ進学、大学時代は遺伝子工学を専攻。『ニワトリ・オボアルブミン遺伝子をエストロジェンに応答し卵管組織においてのみ活性化させるコントロールエレメントの決定』という研究で、第29回 国際動物遺伝学会議（2004年9月開催）『ベストポスターアワード』を向井を含めた研究チームで受賞した。
学生時代にアルバイトとして東京・渋谷区のカフェバーでバーテンダーを務める。バーテンダーとしてのプロ意識も強く、そのレパートリーは500を超えていたという。大学4年生の時に大学院進学か就職かで迷っていた時に、そのカフェバーを経営している会社から就職を勧められ、大学卒業後カジュアルなバーに社員として就職。後に店長を1年間務めた。向井のバーテンダー歴は延べ6年に及び、老舗のバーでの勤務経験もある。勤務中、東京・表参道で「イケメン」として取材を受けた写真が雑誌 『Tokyo graffiti』（グラフィティマガジンズ）に掲載され、同誌のイケメンランキングで4位となった。雑誌に掲載された写真を見たホリエージェンシーの女性マネージャーにスカウトされ、芸能界入りする。

### 芸能界デビュー後
芸能界は最初、人見知りを直すために入ったという。
2006年、『ミニッツメイド』のCMで芸能界デビュー。
2008年10月4日、単発ドラマ『ママさんバレーでつかまえて』で、黒木瞳演じる主人公・鈴子のひと回り年下の夫・光太郎役として準主演。
2009年7月、マガジンハウスの女性誌『an・an』でオールヌードを披露した。後にこのヌードを母親から最初反対されていたことや、自身も最初はあまり乗り気でなく「芸能界に脱がされた」と感じていたことを明かしている。
2009年10月、『傍聴マニア09〜裁判長!ここは懲役4年でどうすか』で、主人公・北森夫役を演じ、テレビドラマ初主演を果たした。
2010年、連続テレビ小説『ゲゲゲの女房』ではヒロインの夫・村井茂役を演じた。
2011年、大河ドラマ『江〜姫たちの戦国〜』では、主人公・江の夫、徳川秀忠役を演じ、時代劇デビューを果たした。
2014年10月25日をもって、2006年11月から8年間続けてきた自身のブログを終了したと報告。
2024年12月25日、所属事務所のホリ・エージェンシーが2025年4月1日付でホリプロ・ブッキング・エージェンシーと合併することを受け、同年4月より独立することを所属事務所のInstagramにて明らかにした。
2025年4月1日、個人事務所を設立。公式ホームページおよび自身のXアカウントとInstagramアカウントを開設。

### 私生活
2012年1月期放送のドラマ『ハングリー!』での共演を機に交際していた女優の国仲涼子と2014年12月に結婚予定と同年11月21日に報じられ、大安の12月28日に婚姻届を提出して結婚した。
2015年4月20日に国仲の第1子妊娠を発表、同年9月30日に向井・国仲の双方所属事務所の公式サイトを通じ第1子となる男児が誕生したことを発表した。具体的な出生日は明らかにされていない。
2017年9月25日に第2子妊娠を発表。翌2018年、第2子が誕生。

## 人物

### 趣味
- 趣味は、お酒・料理・キャンプ。特技はサッカー。サッカー歴は12年以上であり、少年時代は元日本代表の井原正巳に憧れていた。また、その井原が現役時代に所属していた向井の地元・横浜を本拠地とするJリーグ・横浜F・マリノスの大ファンであり、学生時代はマリノスのスタジアムでボールボーイのアルバイトをやっていた過去を持つ[18]。
- 両親は向井ら子供に対して放任主義だったが、マナーや礼儀には厳しかった。父は「やりたいことをして生きていきなさい」と話し続け、母は芸能界デビューをすぐに容認してくれた。そんな両親を誰よりも尊敬しているという[4]。

### カンボジアとの関わり
- 『世界ウルルン滞在記』でカンボジアに行ってから、「第2の故郷」と公言する[19]。2011年には、外務省の委嘱を受けて初めての「日本・カンボジア親善大使」になった。

### エピソード
- TBSラジオ『伊集院光とらじおと』にゲスト出演した際、少年時代、『伊集院光のOh!デカナイト』のリスナーだったことを告白している[20]。
- 自身の初期のキャリアで最も印象に残っている作品として、ドラマ『のだめカンタービレ』を挙げている。
- 祐天寺駅近くのバーで働いていた際には、来店した原田泰造に領収書を書いたという。また、後にドラマで共演した速水もこみちやブラザー・トム、パパイヤ鈴木なども来店した[21]。ドラマではブラザー・トムがバーのマスター、向井が客役という役の上では逆の立場で共演している[4]。芸能界デビュー後も、しばらくは時間が空いた時に勤めていたカフェバーを手伝っていた[4]。
- 料理は食べることも作ることも好きである。自ら腕を振るうときは白米に合う煮魚や焼き魚など、和食を作ることが多い[4]。
- 映画『パラダイス・キス』で共演した北川景子が「クールであまりしゃべらないイメージだったけど、慣れてきたらよくしゃべってくれてマイペースな人でした」と向井の印象を語っている[22]。
- 映画『ガチ☆ボーイ』ではプロレスシーンのリハーサル中に肋骨2本を骨折してしまった。しかし共演者やスタッフへの配慮から、内緒にしたまま撮影に臨んだことを後に語っている[23]。
- 日本テレビ系『しゃべくり007』で「会いたい人はいますか?」と聞かれて、徳川家康、織田信長、豊臣秀吉などの戦国武将を挙げている[24]。
- 「私と仕事とどっちが大事なの!?」と彼女に聞かれたら?との質問には「そういうことを言われた時点で、ちょっとつきあえないと思います。だって仕事をしてるから生活できるんだし、デートでおいしいものを食べにも行けるわけですよね。それを言われたら『じゃあ、養ってくれるのか』っていうことになるので」と答えている[25]。
- 「恋愛で振り回されたことはある?」との質問に、「振り回されるなんて、想像したこともない。基本的に自分で決めて動く『オレについてこい』タイプ。そこに女性がついてこられるか、それがポイントです」と答えている[26]。
- 2019年4月6日放送のTBSテレビ系特番『オールスター感謝祭'19春』で総合優勝（79ポイント、3:04.69）し賞金100万円を獲得した。

## 出演

### テレビドラマ
- 白夜行 第3話（2006年1月26日、TBS）
- レガッタ〜君といた永遠〜（2006年7月14日 - 9月8日、朝日放送・テレビ朝日）- 向田 役
- のだめカンタービレ（2006年10月16日 - 12月25日、フジテレビ） - 菊地亨 役
  - のだめカンタービレ 新春スペシャル in ヨーロッパ（2008年1月4日・1月5日）
- 百鬼夜行抄 第七抄「呪いの簪」（2007年3月17日、日本テレビ） - 若い頃の飯嶋伶 役
- バンビ〜ノ!（2007年4月18日 - 6月27日、日本テレビ） - 妹尾雅司 役
- 暴れん坊ママ（2007年10月16日 - 12月18日、フジテレビ） - 山口洋平 役
- ハチミツとクローバー（2008年1月8日 - 3月18日、フジテレビ） - 真山巧 役
- 世にも奇妙な物語 〜2008春の特別編〜「これ……見て……」（2008年4月2日、フジテレビ） - 久保田光一 役
- おせん（2008年4月22日 - 6月24日、日本テレビ） - 竹田留吉 役
- SMAP×SMAP特別編 ザッツ・ジャパニーズ・エンターテインメント「甦る日本映画黄金期」（2008年5月5日、フジテレビ）
- 正義の味方 （2008年7月9日 - 9月10日、日本テレビ） - 良川直紀 役
- 霧の火 樺太・真岡郵便局に散った九人の乙女たち（2008年8月25日、日本テレビ） - 野田玄一郎 役
- ママさんバレーでつかまえて（2008年10月4日、NHK総合） - 藤田光太郎 役[27]
  - ママさんバレーでつかまえて（2009年10月11日 - 12月28日）[28]
- スクラップ・ティーチャー〜教師再生〜（2008年10月11日 - 12月13日、日本テレビ） - 松尾悟史 役
- Livejack Special Stories -Drama×Songs- 清水翔太「HOME」（2008年12月28日、関西テレビ）
- メイちゃんの執事（2009年1月13日 - 3月17日、フジテレビ） - 忍 役[29]
- アタシんちの男子（2009年4月14日 - 6月23日、フジテレビ） - 大蔵翔 役[30]
- 任侠ヘルパー 第1話（2009年7月9日、フジテレビ） - 七海和樹 役
- ふたつのスピカ（2009年6月18日 - 7月30日、NHK総合） - 桐生春樹 役[31]
- 傍聴マニア09〜裁判長!ここは懲役4年でどうすか〜（2009年10月23日 - 12月25日、読売テレビ・日本テレビ） - 主演・北森夫 役[注 2][32]
- BUNGO -日本文学シネマ-「黄金風景」（2010年2月15日、TBS） - 津島修治（太宰治） 役[33]
- 連続テレビ小説（NHK総合）
  - ゲゲゲの女房（2010年3月29日 - 9月25日） - 村井茂（水木しげる） 役[34]
  - とと姉ちゃん（2016年4月4日 - 10月1日） - 小橋鉄郎 役[35][36]
- 新参者（2010年4月18日 - 6月20日、TBS） - 清瀬弘毅 役[37]
- デジタル放送普及ドラマ いちごとせんべい（2010年7月4日、NHK総合） - 佐々木祐一 役[38]
  - 割れたせんべい（2010年7月24日）[39]
- ホタルノヒカリ2（2010年7月7日 - 9月15日、日本テレビ） - 瀬乃和馬 役[40]
- 終戦ドラマスペシャル 歸國（2010年8月14日、TBS） - 日下少尉 役[41]
- 大河ドラマ （NHK総合）
  - 江〜姫たちの戦国〜（2011年1月9日 - 11月27日） - 徳川秀忠 役[42]
  - 麒麟がくる（2020年1月19日 - 2021年2月7日） - 足利義輝 役[43][44]
- SMAP×SMAP「THE BUDDY」（2011年5月30日、フジテレビ） - 新米刑事 向井 役[45]
- ほんとにあった怖い話 夏の特別編2011「悪夢の十三日」（2011年9月3日、フジテレビ） - 主演・高崎圭太 役[46]
- アイシテル〜絆〜（2011年9月21日、日本テレビ） - 森田智也 役[47]
- プレマップ 龍子の部屋（2011年11月12日、NHK総合） - 徳川秀忠 役
- MBS開局60周年記念新春ドラマ特別企画 花嫁の父（2012年1月8日、毎日放送・TBS） - 田中丸 役[48]
- ハングリー!（2012年1月10日 - 3月20日、関西テレビ・フジテレビ） - 主演・山手英介 役[49][50]
- たぶらかし-代行女優業・マキ- 第4話（2012年4月26日、読売テレビ・日本テレビ） - 白田大輔 役[51]
- NTTドコモ 20周年スペシャルドラマ 夢の扉 特別編「20年後の君へ」（2012年7月1日、TBS） - 石川和馬 役[52]
- サマーレスキュー〜天空の診療所〜（2012年7月8日 - 9月23日、TBS） - 主演・速水圭吾 役[53]
- 金曜ロードショー （日本テレビ）
  - チープ・フライト（2013年3月1日） - 加茂川隆 役[54]
  - 磁石男（2014年6月13日） - 主演・大庭壮介 役[55]
    - 磁石男2015（2015年9月18日）[56]

  - ぼくらの勇気 未満都市2017（2017年7月21日） - 左山 役 [57]
- 読売テレビ開局55周年記念ドラマ 怪物（2013年6月27日、読売テレビ・日本テレビ） - 真崎亮 役[58]
- SPEC〜零〜（2013年10月23日、TBS） - 白い男（セカイ） 役[59]
- S -最後の警官-（2014年1月12日 - 3月16日、TBS） - 主演・神御蔵一號 役[60]
- フジテレビ開局55周年特別番組 松本清張ドラマスペシャル 死の発送（2014年5月30日、フジテレビ） - 主演・底井武八 役[61]
- 信長協奏曲（2014年10月13日 - 12月22日、フジテレビ） - 池田恒興 役[62]
- 新春ドラマ特別企画 わが家（2015年1月4日、毎日放送・TBS） - 主演・桜木一歩 役[63]
- テレビ東京開局50周年特別企画 永遠の0（2015年2月11日・2月14日・2月15日、テレビ東京） - 主演・宮部久蔵 役[64]
- 遺産争族（2015年10月22日 - 12月17日、テレビ朝日） - 主演・佐藤育生 役[65]
- 松本清張 二夜連続ドラマスペシャル 第二夜 黒い樹海（2016年3月13日、テレビ朝日） - 吉井亮一 役[66]
- 神の舌を持つ男（2016年7月8日 - 9月9日、TBS） - 主演・朝永蘭丸 役 [67]
- 孤独のグルメ Season5 真夏の東北・宮城出張編（2016年8月3日、テレビ東京） - 牧原達也 役[68]
- 二夜連続ドラマスペシャル アガサ・クリスティ そして誰もいなくなった（2017年3月25日・3月26日、テレビ朝日） - 五明卓 役[69]
- ドラマミステリーズ 〜カリスマ書店員が選ぶ珠玉の一冊〜「情けは人の…」（2017年4月22日、フジテレビ） - 主演・北川健史 役[70]
- やすらぎの郷 第57話・第64話・第65話・第114話（2017年6月20日・6月29日・6月30日・9月7日、テレビ朝日） - 四宮道弘 役[71]
- アキラとあきら（2017年7月9日 - 9月3日、 WOWOW） - 主演・階堂彬 役[注 3][72][73]
- きみが心に棲みついた（2018年1月16日 - 3月20日、TBS）- 星名漣 役[74][75]
- 黒井戸殺し（2018年4月14日、フジテレビ） - 兵藤春夫 役[76]
- そろばん侍 風の市兵衛（2018年5月19日 - 7月21日、NHK総合） - 主演・唐木市兵衛 役[77][78]
  - 正月時代劇 そろばん侍 風の市兵衛SP〜天空の鷹〜（2020年1月3日）[79]
- スペシャルドラマ 太陽を愛したひと〜1964あの日のパラリンピック〜（2018年8月22日 、NHK総合） - 主演・中村裕 役[80][81]
- リーガルV〜元弁護士・小鳥遊翔子〜（2018年10月11日 - 12月13日、テレビ朝日） - 海崎勇人 役[82]
- パンドラⅣ AI戦争（2018年11月11日 - 12月16日、 WOWOW） - 主演・鈴木哲郎 役[83][84]
- 読売テレビ開局60年スペシャルドラマ 約束のステージ 〜時を駆けるふたりの歌〜（2019年2月22日、読売テレビ・日本テレビ） - 津島浩一郎 役[85]
- わたし、定時で帰ります。（2019年4月16日 - 6月25日、TBS） - 種田晃太郎 役[86][87]
- 時効警察はじめました 第2話（2019年10月18日、テレビ朝日） - 日下部秋斗 役[88]
- LIFE!presents 忍べ!右左エ門 THE SKY ATTACK（2019年12月26日、NHK総合） - 仁兵衛役[89]
- 10の秘密（2020年1月14日 - 3月17日、関西テレビ・フジテレビ） - 主演・白河圭太 役[90][91]
- 鉄の骨（2020年4月18日 - 5月16日、WOWOW） - 園田俊一 役[92]
- 新春ドラマスペシャル 人生最高の贈りもの（2021年1月4日、テレビ東京） - 田渕繁行 役[93][94]
- バイプレイヤーズ 〜名脇役の森の100日間〜 第2話（2021年1月16日、テレビ東京） - 向井理（本人） 役（劇中ドラマ6チャン日曜9時の銀行ドラマ「大合併」：主演・白鳥 役）[95]
- WOWOW開局30周年記念 華麗なる一族（2021年4月18日 - 7月11日、WOWOW） - 万俵鉄平 役[96][97]
- 着飾る恋には理由があって（2021年4月20日 - 6月22日、TBS） - 葉山祥吾 役[98][99]
- 正月時代劇 幕末相棒伝（2022年1月3日、NHK総合・NHK BS4K） - 主演・土方歳三 役[注 4][100][101]
- 婚活探偵 Hard-boiled & Love（2022年1月8日 - 2月12日、BSテレ東・BSテレ東4K） - 主演・黒崎竜司 役[102][103]
- 先生のおとりよせ（2022年4月9日 - 6月25日、テレビ東京） - 主演・榎村遥華 役[104][105][106]
- 悪女（わる）〜働くのがカッコ悪いなんて誰が言った?〜（2022年4月13日 - 6月15日、日本テレビ） - T・Oさん（田村収） 役[107]
- ソロ活女子のススメ2 第8話（2022年5月26日、テレビ東京） - 榎村遥華 役[108]
- イチケイのカラス スペシャル（2023年1月14日、フジテレビ）  - 鵜城英二 役（カメオ出演）[109]
- 警部補ダイマジン（2023年7月7日 - 9月1日、テレビ朝日） - 平安才門 役[110]
- パリピ孔明（2023年9月27日 - 11月29日、フジテレビ） - 主演・諸葛孔明 役[111][112][113]
- 舟を編む 〜私、辞書つくります〜（2024年2月18日 - 4月21日、NHK BS・BSプレミアム4K） - 西岡正志 役[114]
- ダブルチート 偽りの警官 Season1（2024年4月26日 - 6月14日、テレビ東京） - 主演・多家良啓介 役[115][116]
  - ダブルチート 偽りの警官 Season2 第1話・最終話（2024年6月29日・8月17日、WOWOW） - 多家良啓介 役[117]
- ライオンの隠れ家（2024年10月11日 - 12月20日、TBS） - 橘祥吾 役[118]
- 藤子・F・不二雄 SF短編ドラマ シーズン3「ユメカゲロウ」（2025年3月27日、NHK BSプレミアム4K） - 浅野 役[119]

### 配信ドラマ
- クリスマチ（2006年12月18日 - 12月22日、au ezweb） - 主演・ユキオ 役
- ハチミツとクローバー ショートドラマ「マヤマのメガネ」（2008年1月8日 - 3月18日） - 真山巧 役
- Sweet Room 第2話「Birthday」（2009年8月15日 - 8月29日、BeeTV） - 主演・中川悠平 役[120]
- 5年後のラブレター（2010年5月1日 - 7月12日、BeeTV） - 志村渉 役[121]
- パラダイス・キス：アフタースクール（2011年5月6日 - 5月27日、LISMOドラマ！） - 小泉譲二 役[122]
- 最上のプロポーズ（2013年5月20日 - 6月26日、BeeTV） - 森本青児 役[123]
- 10の秘密 チェインストーリー「隠された鍵」（2020年1月14日 - 3月10日、GYAO!） - 白河圭太 役[124]
- First Love 初恋（2022年11月24日、Netflix） - 向坂行人 役[125]
- エンジェルフライト 国際霊柩送還士（2023年3月17日、Amazon Prime Video） - 足立幸人 役[126]

### 映画
- だからワタシを座らせて。通勤電車で座る技術!（2006年10月7日公開、監督：市川徹、配給：sazanami）
- 俺は、君のためにこそ死ににいく（2007年5月12日公開、監督：新城卓、配給：東映）
- ガチ☆ボーイ（2008年3月1日公開、監督：小泉徳宏、配給：東宝） - 奥寺千尋 役[127]
- BUNGO -日本文学シネマ-「黄金風景」（2010年5月8日公開、監督：アベユーイチ、配給：アニプレックス） - 津島修治（太宰治） 役[128]
- ハナミズキ（2010年8月21日公開、監督：土井裕泰、配給：東宝） - 北見純一 役[129]
- BECK（2010年9月4日公開、監督：堤幸彦、配給：松竹） - 平義行 役[130]
- Paradise Kiss（2011年6月4日公開、監督：新城毅彦、配給：ワーナー・ブラザース映画） - 小泉譲二 役[131]
- 僕たちは世界を変えることができない。But,We wanna build a school in Cambodia.（2011年9月23日公開、監督：深作健太、配給：東映） - 主演・田中甲太 役[132]
- 麒麟の翼〜劇場版・新参者〜（2012年1月28日公開、監督：土井裕泰、配給：東宝） - 清瀬弘毅 役（ポスター出演）[133]
- 劇場版SPECシリーズ（監督：堤幸彦、配給：東宝） - セカイ 役[134][135]
  - 劇場版 SPEC〜天〜（2012年4月7日公開）
  - 劇場版 SPEC〜結〜 漸ノ篇（2013年11月1日公開）
  - 劇場版 SPEC〜結〜 爻ノ篇（2013年11月29日公開）
- ガール（2012年5月26日公開、監督：深川栄洋、配給：東宝） - 森本蒼太 役[136]
- 新しい靴を買わなくちゃ（2012年10月6日公開、監督：北川悦吏子、配給：東映） - 八神千 役[137]
- きいろいゾウ（2013年2月2日公開、監督：廣木隆一、配給：ショウゲート） - 無辜歩（ムコ） 役[138]
- 百瀬、こっちを向いて。（2014年5月10日公開、監督：耶雲哉治、配給：スールキートス） - 相原ノボル（30歳） 役[139]
- 小野寺の弟・小野寺の姉（2014年10月25日公開、監督：西田征史、配給：ショウゲート） - 主演・小野寺進 役[注 5][140][141]
- 深夜食堂（2015年1月31日公開、監督：松岡錠司、配給：東映） - サラリーマン 役（カメオ出演）
- 娚の一生（2015年2月14日公開、監督：廣木隆一、配給：ショウゲート） - 中川俊夫 役[142]
- S -最後の警官- 奪還 RECOVERY OF OUR FUTURE（2015年8月29日公開、監督：平野俊一、配給：東宝） - 主演・神御蔵一號 役[143][144]
- 天空の蜂（2015年9月12日公開、監督：堤幸彦、配給：松竹） - 湯原高彦（成人） 役[145]
- 信長協奏曲（2016年1月23日公開、監督：松山博昭、配給：東宝） - 池田恒興 役[146]
- RANMARU 神の舌を持つ男（2016年12月3日公開、監督：堤幸彦、配給：松竹） - 主演・朝永蘭丸 役[注 6][147][148]
- いつまた、君と〜何日君再来〜（2017年6月24日公開、監督：深川栄洋、配給：ショウゲート） - 芦村吾郎 役[149][150]
- 泥棒役者（2017年11月18日公開、監督：西田征史、配給：ショウゲート） - 小野寺進 役（カメオ出演）[151]
- 君が君で君だ（2018年7月7日公開、監督：松居大悟、配給：ティ・ジョイ） - 友枝 役[152]
- ザ・ファブル（2019年6月21日公開、監督：江口カン、配給：松竹） - 砂川 役[153][154]
- 引っ越し大名!（2019年8月30日公開、監督：犬童一心、配給：松竹） - 柳沢吉保 役[155]
- バイプレイヤーズ 〜もしも100人の名脇役が映画を作ったら〜（2021年4月9日公開、監督：松居大悟、配給：東宝） - 向井理（本人）役[156]
- はるヲうるひと（2021年6月4日公開、監督：佐藤二朗、配給：AMGエンタテインメント） - 三田 役[157]
- ウェディング・ハイ（2022年3月12日公開、監督：大九明子、配給：松竹） - 澤田紀昭 役[158]
- 映画 イチケイのカラス（2023年1月13日公開、監督：田中亮、配給：東宝） - 鵜城英二 役[159]
- パリピ孔明 THE MOVIE（2025年4月25日公開、監督：渋江修平、配給：松竹） - 主演・諸葛孔明 役[160]

### ドキュメンタリー番組・教養番組
- 世界ウルルン滞在記（毎日放送・TBS）- 旅人
  - カンボジア編（2007年2月11日）
  - みんな元気に!復活スペシャル カンボジア編（2011年4月10日）
- ノンフィクションW 130億円の男 クリスティアーノ・ロナウド、その真実（2010年5月24日、WOWOW）- ナレーション[161]
- BS民放10周年5局共同特別番組 ヒューマン・コラボレーション～挑み続ける人々・テイクオフの瞬間〜「未来へ挑む! 宇宙を究める者たち～向井理×浜崎敬&阪本成一《宇宙航空研究開発機構（JAXA）》〜」（2010年12月29日、BSフジ）[162]
- 夢の扉+（2011年4月10日 - 2016年3月27日、TBS）- ナレーション[163]
- TBS開局60周年記念番組 “人間とは何か!?” わたしと地球の38億年物語～アース・コード～（2011年6月4日、TBS）- リポーター[164]
- NHKスペシャル（NHK総合）- ナレーション
  - 幻の霧 〜摩周湖 神秘の夏〜（2011年7月31日）[165]
  - 天才棋士 15歳の苦闘 独占密着 藤井聡太（2017年10月8日）[166]
- 世界遺産 時を刻む（2011年10月7日 - 2013年3月15日、NHK BSプレミアム）- ナビゲーター[167][168]
- 旅のチカラ アマゾン源流 神の氷～エクアドル 向井理〜（2011年12月27日、NHK BSプレミアム）[169]
- 日本サッカー 挑戦の軌跡～レジェンドから若きサムライへ～（2012年1月1日、BS-TBS）- ナビゲーター[170]
- 独占公開!すみだ水族館はこうして生まれた!〜東京スカイツリーに現れた青い大海原〜（2012年5月20日、テレビ東京）- ナレーション[171]
- ベルリン国立美術館展特別番組「阿川佐和子と向井理のベルリン展スペシャル フェルメール光の傑作」（2012年7月14日、TBS）- ナビゲーター[172]
- 情熱大陸（2012年11月11日、毎日放送・TBS）[173]
- 知的探検スペシャル「恋愛は科学だ!」（2013年2月25日 - 2月28日、フジテレビ）- ナレーション[174]
- 向井理の地球横断縦断27000キロ大紀行スペシャル〜西オーストラリアの海と大地の神秘を求めて〜（2013年7月7日、BS-TBS）[175]
- 塩野七生×向井理 魅惑のイタリア大紀行 ルネサンスとは何であったのか（2014年6月8日前編・6月15日後編、BS-TBS）[176]
- 向井理が見た未来への生きるヒント〜ラオス・世界遺産の街〜（2015年7月4日、BSフジ）[177][178]
- NEXT 未来のために「自立の芽を育てる〜カンボジア地雷原からの報告〜」（2016年1月7日、NHK総合）- ナレーション[179]
- キューバが愛した日本人〜向井理、最後の楽園へ〜（2016年2月7日、読売テレビ・日本テレビ）- ナビゲーター[180]
  - ブータンが愛した日本人〜向井理が見た、幸せの国のキセキ〜（2018年2月4日）[181]
- クローズアップ現代「いじめ 非正規 恋… 歌に託した人生 〜ある歌集・異例のヒット〜」（2018年10月16日、NHK総合）- ナレーション[182]
- 映像詩 宮沢賢治 銀河への旅〜慟哭の愛と祈り〜（2018年12月15日前編・12月22日後編、NHK BS4K）- ナビゲーター[183]
- テレメンタリー2019「ター、お金ください。〜葛藤の国際支援〜」（2019年1月13日、愛媛朝日テレビ・テレビ朝日）- ナレーション[184]
- ひとモノガタリ「それでも、挑み続ける〜白血病と闘うJリーガー〜」（2019年2月11日、NHK総合）- ナレーション[185]
- ネコメンタリー 猫も、杓子も。「岸政彦とおはぎ」（2019年2月18日、NHK Eテレ）- 朗読[186]
- アクティブ10 理科「金属イオン」（2020年2月7日、NHK Eテレ）- ナレーション[187]
- スポーツ×ヒューマン「僕は逃げずにマウンドに立つ DeNA 今永昇太」（2020年7月6日、NHK BS1）- ナレーション[188]
- BS1スペシャル「新型コロナ 挑み続ける研究者たち〜東大 河岡ラボ 100日の記録〜」（2020年7月23日、NHK BS1）- ナビゲーター[189]
- シリーズ 大英博物館（NHK総合・BS8K）- ナレーション
  - 第1回 響き合う大地 －古代ギリシャ・メソポタミア・中世イギリスー（2020年9月13日）[190]
  - 第2回 創造の秘密へ－古代エジプト・アフリカ－（2020年9月20日）[191]
  - 第3回 帝国の証人 太平洋・ユーラシア・極東（2022年3月30日）[192]
- 趣味どきっ!（NHK Eテレ）- ナビゲーター
  - シェフの休日〜おいしいごはんと暮らしのレシピ（2021年2月2日 - 3月23日）
  - シェフの休日 とっておきの時間（2022年10月3日 - 11月28日）
  - シェフの休日 しあわせごはん（2024年6月4日 - 7月23日）
- 究極ガイド 2時間でまわる東大寺（2023年5月30日、NHK BS4K）- ナレーション
- 東京交差点 ONE MOMENT（2025年4月7日 - 、テレビ東京） - ナレーション[193]

### 配信番組
- コズミック・アドベンチャー（2019年10月24日 - 12月26日、Dplay）- ナビゲーター[194]

### 舞台
- リーディングドラマ『もしもキミが。』（2009年4月17日 - 4月25日 TOKYO FMホール） - 秋山優基 役[195]
- ザ・シェイプ・オブ・シングス〜モノノカタチ〜（2011年2月10日 - 2月24日 青山円形劇場 他） - 主演・アダム 役[196]
- 悼む人（2012年10月19日 - 10月28日 PARCO劇場 他） - 主演・坂築静人 役[197]
- リーディングドラマ『Re：』Session3（2013年4月1日  CBGKシブゲキ!!） - 堂山参太郎 役[198]
- 小野寺の弟・小野寺の姉（2013年7月12日 - 8月11日 天王洲 銀河劇場、8月22日 - 8月28日 梅田芸術劇場シアター・ドラマシティ） - 主演・小野寺進 役[注 5][199]
- パルコ・プロデュース『星回帰線』（2016年10月1日 - 10月30日 東京芸術劇場シアターウエスト 他） - 主演・三島雄一 役[注 7][200][201][202]
- スジナシBLITZシアターVol.5（2017年3月1日 東京・赤坂BLITZ）[203]
- ONWARD presents 劇団☆新感線『髑髏城の七人』Season風 Produced by TBS（2017年9月15日 - 11月3日 IHIステージアラウンド東京） - 無界屋蘭兵衛 役[204][205]
- Bunkamura30周年記念 シアターコクーン・オンレパートリー2019『美しく青く』（2019年7月11日 - 7月28日 Bunkamuraシアターコクーン、8月1日 - 8月3日 森ノ宮ピロティホール） - 主演・青木保 役[206][207][208]
- 朗読劇『ラヴ・レターズ〜Spring Special〜』（2021年3月12日 PARCO劇場） - アンディー 役[209]
- 2021年劇団☆新感線41周年興行 秋公演 いのうえ歌舞伎『狐晴明九尾狩』（2021年9月17日 - 10月17日 TBS赤坂ACTシアター、10月27日 - 11月11日 オリックス劇場） - 賀茂利風 役[210][211]
- TBS開局70周年記念 舞台『ハリー・ポッターと呪いの子』（2022年8月18日 - 2023年5月31日 TBS赤坂ACTシアター） - 主演・ハリー・ポッター 役[注 8][212][213][214]
- M＆Oplaysプロデュース『リムジン』（2023年11月3日 - 11月26日 本多劇場 他） - 主演・諸角康人 役[注 9][218][219][220]
- パルコ・プロデュース 2024『ウーマン・イン・ブラック〜黒い服の女〜』（2024年6月9日 - 30日 PARCO劇場 他） - 俳優 / ヤング・キップス 役[221][222][223]
- 2025年劇団☆新感線 45周年興行・秋冬公演 チャンピオンまつり いのうえ歌舞伎『爆烈忠臣蔵〜桜吹雪 THUNDERSTRUCK』（2025年9月19日 - 23日〈予定〉 まつもと市民芸術館、10月9日 - 23日〈予定〉 フェスティバルホール、11月9日 - 12月26日〈予定〉、新橋演舞場）[224][225]

### テレビアニメ
- ドラえもん（2013年3月1日、テレビ朝日） - 向井おさる 役[226]

### 劇場アニメ
- 映画ドラえもん のび太のひみつ道具博物館（2013年3月9日公開、監督：寺本幸代、配給：東宝） - 向井おさる 役[227]

### 吹き替え
- モンテッソーリ 子どもの家（2021年2月19日公開、監督：アレクサンドル・ムロ、配給：スターサンズ、イオンエンターテイメント） - アレクサンドル・ムロ監督 役[228]

### 広告・CM
- 日本コカ・コーラ
  - ミニッツメイド 朝の健康果汁『Orange clock出会い』篇（2006年2月）
  - ジョージア
    - 『ひと息ついたら、景色が変わって見えた。』篇（2024年5月）[229]
    - 『香りひろがる、心地よいコク。』篇（2024年9月）[230]
    - WEB CM『ひと息ついたら、一歩踏み出したくなった。』篇・『撮影日和に』篇（2024年9月）[230]
    - 『置き忘れた手袋』篇（2024年11月 - ）[231]
- 吉野家「牛丼祭」（2006年9月）
- SUBARU
  - IMPREZA『いいじゃない』篇（2006年11月）
  - FORESTER『秘密基地 向井理』篇（2010年10月）
- カルビー「堅あげポテト」（2007年1月）
- Dr.&BIOCHEMISTS「キャタリケア」（2007年4月）
- 花王
  - バブ（2009年9月 - 2014年）[232]
  - メンズビオレ（2011年3月 - 2015年）[233]
  - めぐりズム 蒸気の温熱シート『心地よい蒸気の温熱』篇 - ナレーション（2011年）
  - アタックNeo - ナレーション（2012年）
- ハウスメイト（2009年12月 - 2017年）[234][235]
- 任天堂「トモダチコレクション」（2010年1月）[236]
- ブルボン
  - アルフォート「第一章」「第二章」「第三章」（2010年8月）[237]
  - ブランチュールミニチョコレート（2011年9月）
  - ショコランデ（2012年3月）
  - アルフォートミニチョコレート（2014年9月）[238]
  - スライス生チョコレート（2016年6月）[239]
- リコー
  - 企業「愛するを、品質に。」（2010年10月）[240]
    - 『夢』篇
    - 『二人三脚』篇
    - 『縁の下の力もち』篇

  - CX4 （2010年10月）[241]
    - 『涙』篇
    - 『小さな誘惑』篇
- LGエレクトロニクス
  - INFINIA（2010年11月）
  - CINEMA 3D（2011年6月）
  - docomo with series Optimus it L-05D（2012年6月）
  - docomo NEXT series Optimus Vu L-06D（2012年7月）
  - ドコモ スマートフォン Optimus it L-05E（2013年6月）
- ユーキャン（2011年 - 2012年）[242]
- アサヒビール「クリアアサヒ」（2011年 - 2018年）[243]
- こくみん共済コープ（2011年3月 - 2016年）[244]
- 味の素
  - 丸鶏がらスープ（2011年5月 - 2015年）[245]
  - クノール スープDELI（2011年10月 - 2016年）[246]
- アサヒ飲料「三ツ矢サイダー オールゼロ」
  - 『向井理VS田中将大』篇（2011年6月）[247]
  - 『向井理VS横峯さくら』篇（2011年7月）[248]
- レッド・ホット・チリ・ペッパーズ 「I'M WITH YOU」（2011年8月）[249]
  - 『エアベース』篇
  - 『サラリーマンロック』篇
- リコーイメージング
  - PENTAX K-30（2012年6月）[250]
  - PENTAX Q10（2012年10月）[251]
  - PENTAX Q7（2013年7月）[252]
  - PENTAX K-50（2013年8月）[253]
- パルコ「グランバザール」（2012年12月 - 2013年1月）-「きいろいゾウ」とのタイアップ[254]
- 雪印メグミルク
  - ナチュレ恵 megumi プレーンヨーグルト（2013年3月）[255]
  - 恵 megumi 長くとどまるガセリ菌ヨーグルト（2013年10月）[256]
  - 恵 megumi ガセリ菌SP株ヨーグルト ドリンクタイプ（2014年3月）[257]
  - 恵 megumi ガセリ菌SP株ヨーグルト（2015年8月）[258]
- 第一三共ヘルスケア
  - プレコール持続性カプセル（2014年10月 - 2018年）[259]
  - エージーアレルカット（2015年2月 - 2023年）[260]
- 竹本油脂「マルホン胡麻油」（2019年9月 - 2022年）[261]
- エディオン（2021年7月）[262]
- フジコー「ブルーデオ」（2021年10月 - 2023年）[263]
- 日本マクドナルド『もうひとつの、ハッピー。』篇（2022年2月）[264]
- アイリックコーポレーション「保険クリニック」（2022年11月 - 2024年10月）[265]
  - 『カンタン』篇
  - 『ホスピタリティ』篇
- ベネッセコーポレーション 進研ゼミ「チャレンジ AI学習コーチ」（2024年2月）[266]
- ACN（2024年4月 - ）[267]
  - 『オフィスイノベーター』篇
  - 『小口化所有オフィス Aシェア』篇
- 久光製薬「エスカップ」『朝のヘルスケア』篇（2024年6月 - ）[268]
- 日本郵便「ゆうパック法人向け」『3色の鳥・ビジネスもゆうパック 解決の一歩』篇（2025年2月 - ）[269]
- ハウス食品「クロスブレンドカレー」[270]
  - 『これがスパイスフル！』篇（2025年3月 - ）
  - 『そろそろ次のカレーかな』篇（2025年4月 - ）
- レナウン「D’URBAN」55周年記念キャンペーン イメージキャラクター（2025年3月 - ）[271]
  - WEB CM『新しい日常』篇

### オーディオブック
- グレープフルーツムーン（2020年9月11日・9月25日、著者：高崎卓馬、SPINEAR）[272]
- 色彩を持たない多崎つくると、彼の巡礼の年（2023年6月14日、著者：村上春樹、Amazon Audible）[273]

### ラジオ
- 向井理のオールナイトニッポンGOLD（2011年9月26日、ニッポン放送）
- 女王蜂WEBラジオ「qbラジオ」第9回・第10回（2023年12月5日・12月19日、ポッドキャスト・公式YouTubeチャンネル） - ゲスト[274]

### ミュージックビデオ
- 波瑠「I Miss You」（2008年4月16日、ユニバーサルシグマ）
- NICO Touches the Walls「かけら -総べての想いたちへ-」（2009年11月4日、キューンレコード）[275]
- 福耳「Swing Swing Sing」（2017年8月23日、Augusta Records / ユニバーサルミュージック）[注 10][276]

### その他
- 未来と芸術展：AI、ロボット、都市、生命 ― 人は明日どう生きるのか（2019年11月19日 - 2020年3月29日 森美術館）- ナビゲーター[277]
- Pen×American Express タイアップ企画「Color of Japan ～日本の魅力、再発見～」（2021年9月28日 - 12月28日）- ナレーション[278]
- JR東海「そうだ 京都、行こう。」キャンペーン はじめてでも楽しめる！「仏像音声ガイド」東寺 “帝釈天騎象像”（2023年5月20日 - 9月30日 東寺）- 音声ガイド[279]
- 相国寺承天閣美術館開館40周年記念 相国寺展―金閣･銀閣 鳳凰がみつめた美の歴史（2024年10月11日 - 11月27日 愛知県美術館、2025年3月29日 - 5月25日 東京藝術大学大学美術館） - 音声ガイド・ナビゲーター[280]

## 作品

### 写真集
- ライカム（2009年8月27日、ワニブックス、ISBN 978-4-8470-4196-9）[281]
- 月刊MEN 向井理（2011年4月6日、ポニーキャニオン、ISBN 978-4-901637-87-9）[282]

### 単行本
- 向井理、ビストロ修行 ハングリー！な簡単レシピ53（2012年1月31日、マガジンハウス、ISBN 978-4-8387-2387-4）[283]
- ぼくらは働く、未来をつくる。向井理×12人のトップランナー（2014年11月20日、朝日新聞出版、ISBN 978-4-02-331345-3）[284]

### 雑誌連載
- Quarterly NOTE「向かい会う」（2013.Spring vol.1 - Winter vol.4、主婦の友社）[285]
- AERA「仕事の理」（2013年5月6-13日合併号 - 2014年4月28日号、朝日新聞出版）
- SENSE「東京デザイナーたちに学ぶ 向井理の男塾」（2013年6月号 - 2014年5月号、センス）

### DVD
- FLAT（2009年12月25日、ポニーキャニオン）[286]
- 世界ウルルン滞在記 向井理 カンボジア編 2007&2011 ディレクターズカット版（2011年8月5日、東映ビデオ）

## 受賞歴
- 2010年
  - 第66回ザテレビジョンドラマアカデミー賞 助演男優賞（『ゲゲゲの女房』）[287][288]
  - GQ MEN OF THE YEAR 2010[289][290]
  - ダンディ大賞[291]
- 2011年
  - 第35回エランドール賞 新人賞[292][293]
  - 第32回ヨコハマ映画祭 最優秀新人賞（『BECK』､『ハナミズキ』）[294]
  - 第7回TVnaviドラマ・オブ・ザ・イヤー2010 最優秀助演男優賞（『ゲゲゲの女房』）[295][296]
  - 第19回橋田賞 新人賞（『ゲゲゲの女房』）[297]
- 2019年
  - 第16回コンフィデンスアワード・ドラマ賞 助演男優賞（『わたし、定時で帰ります。』）[298]